# Olyra davidseana
Olyra davidseana är en gräsart som beskrevs av Emmet J. Judziewicz och Fernando Omar Zuloaga. Olyra davidseana ingår i släktet Olyra och familjen gräs. Inga underarter finns listade i Catalogue of Life.